# Joy Volley Vicenza 2009-2010
Questa voce raccoglie le informazioni riguardanti il Joy Volley Vicenza nelle competizioni ufficiali della stagione 2009-2010.

## Organigramma societario
Area direttiva
- Presidente: Giovanni Coviello

Area tecnica
- Allenatore: Mauro Marasciulo
- Allenatore in seconda: Maurizio Baraldo

Area sanitaria
- Medico: Francesco Barcaro
- Fisioterapista: Matteo Scodro
- Preparatore atletico: Gaetano Capasso

## Rosa
| N° | Nome                 | Ruolo | Data di nascita   | Nazionalità sportiva |
| -- | -------------------- | ----- | ----------------- | -------------------- |
| 1  | Lisa Zecchin         | P     | 18 febbraio 1992  | Italia               |
| 2  | Polina Lyutikova     | S     | 29 maggio 1989    | Ucraina              |
| 3  | Greta Marcolini      | S     | 7 settembre 1992  | Italia               |
| 4  | Giada Gorini         | P     | 24 febbraio 1988  | Italia               |
| 5  | Ivana Popović        | S     | 13 gennaio 1983   | Serbia               |
| 7  | Sofia Arimattei      | S     | 17 gennaio 1981   | Italia               |
| 8  | Marilyn Strobbe      | C     | 11 febbraio 1989  | Italia               |
| 9  | Irene Gomiero        | S     | 23 novembre 1990  | Italia               |
| 10 | Isabella Zilio       | L     | 5 marzo 1983      | Italia               |
| 11 | Gloria Levorin       | C     | 15 agosto 1992    | Italia               |
| 13 | Flavia Assirelli     | C     | 26 settembre 1990 | Italia               |
| 14 | Petja Cekova         | S     | 13 ottobre 1986   | Bulgaria             |
| 15 | Stefania Paccagnella | C     | 3 agosto 1973     | Italia               |
| 17 | Federica Zuccolo     | L     | 1º marzo 1992     | Italia               |
| 18 | Elisa Muri           | P     | 10 giugno 1984    | Italia               |